# DO-214

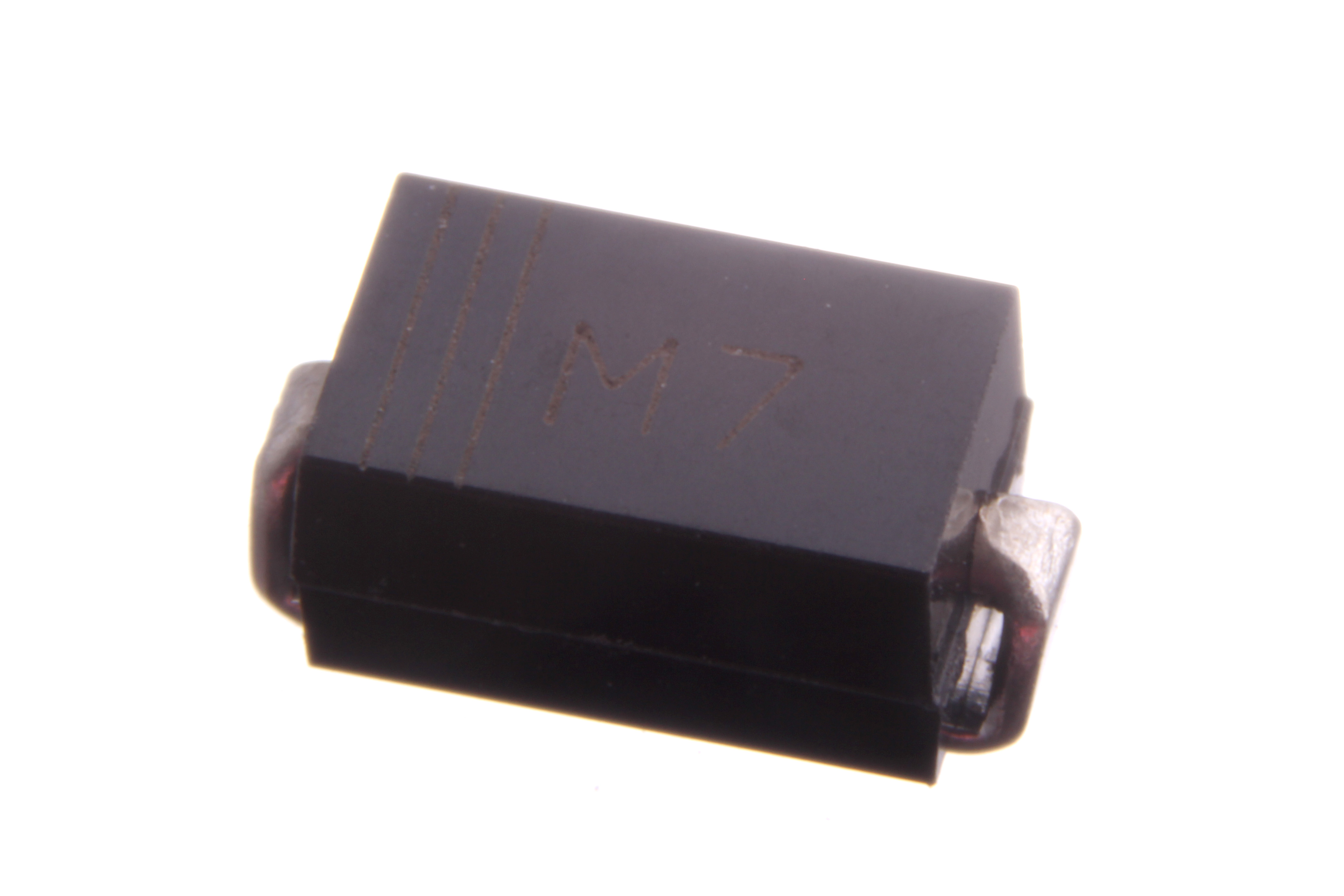
Díode de propòsit general M7 en paquet DO-214AC (SMA) (versió de muntatge superficial de 1N4007).

DO-214 és un estàndard que especifica un grup d'encapsulats de semiconductors per a díodes muntats en superfície.
Aquest paquet de dos terminals de muntatge superficial consta d'un circuit muntat en un marc de plom i encapsulat dins d'un compost de plàstic. El compost està dissenyat per suportar temperatures de soldadura normals sense deformacions i les característiques de rendiment del circuit es mantindran estables quan s'utilitzen en la majoria de condicions d'humitat alta. Els terminals no requereixen neteja o processament addicionals quan s'utilitzen en muntatge soldat.

## Visió general
L'estàndard inclou múltiples variants de paquet:
- DO-214AA, també conegut com SMB, és de mida mitjana.
- DO-214AB, també conegut com SMC, és la mida més gran.
- DO-214AC, també conegut com SMA, és la mida més petita.
- DO-214BA, també conegut com GF1.[4]